# 加藤拓人
加藤 拓人（かとう たくと、1976年11月12日 - ）は株式会社カービュー執行役員、広告事業部長、「carview.co.jp」編集長。
2007年より日本カー・オブ・ザ・イヤー実行委員。

## 肩書き
- 株式会社カービュー執行役員
- 株式会社カービュー「carview.co.jp」編集長
- 株式会社カービュー広告事業部長
- 日本カー・オブ・ザ・イヤー実行委員（2007-）

史上最年少
株式会社LE　代表取締役社長（現在）

## 経歴
青山学院大学国際政治経済学部卒業後、世界中を放浪。在学中よりアルバイトとして在籍していた株式会社カービューへ卒業後編集部員として入社。
現在はLE社にて代表として、自動車＋ITの関連事業を手掛ける。英語も堪能で国際的活動を行う。

## HBK
- 別名：HBK（Heart Beat Kato）。

この由来はBentley Continental GT Super Sport試乗会の際に発せられた「夕陽と共に、ハートビートが高鳴るぜ！」を受け、モータージャーナリスト河口まなぶによって命名された。試乗インプレッションはこういった独自の宇宙的表現で語られる事が多く、時折常人には理解の及ばない事もある。しかし、不思議と強力な説得力を持ったプレゼンテーション力を武器に、「carview.co.jp」を日本最大の自動車専門WEB媒体に育てた立役者でもある。